# 슬로베니아-크로아티아 관계
슬로베니아-크로아티아 관계(크로아티아어: slovensko-hrvatski odnosi, 슬로베니아어: Slovensko-hrvaški odnosi)는 유고슬라비아의 붕괴 이전과 이후의 슬로베니아와 크로아티아의 양자 관계를 의미한다. 두 국가는 유럽 연합의 회원국이며, 유럽 안보 협력 기구 및 북대서양 조약 기구의 회원국이다.

## 상세
로마 제국 시절 슬로베니아는 판노니아 속주와 노리쿰 지역에, 크로아티아는 달마티아 지역에 해당하였다. 로마 제국 멸망 이후에는 아바르족, 랑고바르드인, 슬라브족이 대거 유입되었다. 7세기에 슬로베니아 지역에서 카란타니아가 등장하고, 크로아티아 지역에는 크로아티아 공국이 등장하여 국가의 모습을 처음 띄게 되었다. 중세 시대에는 슬로베니아 지역은 신성 로마 제국, 오스트리아 제국, 오스트리아-헝가리 등 독일계 국가에 지배를 받았다. 크로아티아는 헝가리와 함께 크로아티아-헝가리 동군연합을 형성하였으며, 이후 오스트리아-헝가리의 지배를 받게 된다. 1918년, 두 국가는 슬로벤인 크로아트인 세르브인국으로 설립하였으나, 국제법상 승인은 받지 못했다.
제1차 세계 대전이 끝나고, 오스트리아-헝가리의 해체는 유고슬라비아 왕국의 탄생을 촉진하였고, 두 나라는 유고슬라비아라는 이름 아래 같이 동거하게 된다. 제2차 세계 대전 당시 나치 독일의 지배를 받았으며, 크로아티아는 크로아티아 독립국이라는 괴뢰국이 되어 유고슬라비아 왕국과 전투를 벌였다. 당시 이들은 우스타샤라는 이름으로 활동하며  크로아티아 독립국의 세르브인 집단학살을 벌였다. 슬로베니아는 나치 독일과 이탈리아 왕국, 헝가리 왕국에 의해 분할되었다. 2차 대전 이후 이들은 다시 요시프 브로즈 티토의 지도력 아래 유고슬라비아 사회주의 연방공화국에 소속되었다.
유고 연방 시절, 슬로베니아와 크로아티아는 유고 연방 구성국들 중에서 비교적으로 선진화되고 부유한 지역에 속했다. 유고슬라비아의 붕괴 직전, 슬로베니아와 크로아티아는 유고슬라비아 연방 탈퇴와 독립을 요구하였고, 이에 반발한 유고 연방은 10일 전쟁을 치뤘다. 이 과정에서 크로아티아에 주둔하던 유고 연방 군인들이 슬로베니아로 진출하여 국경 근처에서 소규모 전투를 벌였다. 이후 슬로베니아는 유고슬라비아와 브리유니 협정을 통해서 별다른 유혈 사태 없이 독립하게 된다.
슬로베니아 독립 이후 얼마되지 않아 유고 연방의 붕괴에 따라, 크로아티아도 독립하게 된다. 두 국가는 1992년 7월에 외교 관계를 수립한다. 두 나라는 지리적으로 가까운데, 피란만의 슬로베니아와 크로아티아의 중첩된 해양 영역은 두 국가간 해양 영토 갈등을 야기하였다. 분쟁이 해결되지 않은 가운데, 슬로베니아와 크로아티아는 국제사법재판소에 이 문제를 제기하였다. 국제사법재판소는 슬로베니아에 일부 유리한 판결을 내렸으나, 크로아티아가 이를 인정하지 않아 갈등은 현재진행형이다.

### 유럽연합 가입
두 국가는 발칸반도 국가들 중 유이한 유럽 연합의 회원국이다. 슬로베니아는 2004년에, 크로아티아는 2013년에 유럽연합에 가입하였다. 크로아티아의 유럽 연합 가입 협상 시기에 슬로베니아는 국경 분쟁의 이유로 크로아티아의 유럽 연합 가입을 반대하였으나, 협상을 통해 가입 거부를 철회하게 되었다.

## 같이 보기
- 슬로베니아의 대외 관계
- 크로아티아의 대외 관계